# Motocyklowe Grand Prix Wielkiej Brytanii
Motocyklowe Grand Prix Wielkiej Brytanii – eliminacja Motocyklowych Mistrzostw Świata rozgrywana od 1977 roku.

## Wyniki wyścigów w MMŚ
| Rok  | Tor         | Moto3            | Moto3     | Moto2             | Moto2      | MotoGP            | MotoGP   |
| Rok  | Tor         | Kierowca         | Motocykl  | Kierowca          | Motocykl   | Kierowca          | Motocykl |
| ---- | ----------- | ---------------- | --------- | ----------------- | ---------- | ----------------- | -------- |
| 2023 | Silverstone | David Alonso     | Gas Gas   | Fermín Aldeguer   | Boscoscuro | Aleix Espargaró   | Aprilia  |
| 2022 | Silverstone | Dennis Foggia    | Honda     | Augusto Fernández | Kalex      | Francesco Bagnaia | Ducati   |
| 2021 | Silverstone | Romano Fenati    | Husqvarna | Remy Gardner      | Kalex      | Fabio Quartararo  | Yamaha   |
| 2020 | Silverstone | Odwołany         | Odwołany  | Odwołany          | Odwołany   | Odwołany          | Odwołany |
| 2019 | Silverstone | Marcos Ramírez   | Honda     | Augusto Fernández | Kalex      | Álex Rins         | Suzuki   |
| 2018 | Silverstone | Odwołany         | Odwołany  | Odwołany          | Odwołany   | Odwołany          | Odwołany |
| 2017 | Silverstone | Aron Canet       | Honda     | Takaaki Nakagami  | Kalex      | Andrea Dovizioso  | Ducati   |
| 2016 | Silverstone | Brad Binder      | KTM       | Thomas Lüthi      | Kalex      | Maverick Viñales  | Suzuki   |
| 2015 | Silverstone | Danny Kent       | Honda     | Johann Zarco      | Kalex      | Valentino Rossi   |          |
| 2014 | Silverstone | Álex Rins        | Honda     | Esteve Rabat      | Kalex      | Marc Márquez      | Honda    |
| 2013 | Silverstone | Luis Salom       | KTM       | Scott Redding     | Kalex      | Jorge Lorenzo     | Yamaha   |
| 2012 | Silverstone | Maverick Viñales | FTR-Honda | Pol Espargaró     | Kalex      | Jorge Lorenzo     | Yamaha   |

| Rok  | Tor         | 125 cm3      | 125 cm3  | Moto2        | Moto2    | MotoGP        | MotoGP   |
| Rok  | Tor         | Kierowca     | Motocykl | Kierowca     | Motocykl | Kierowca      | Motocykl |
| ---- | ----------- | ------------ | -------- | ------------ | -------- | ------------- | -------- |
| 2011 | Silverstone | Jonas Folger | Aprilia  | Stefan Bradl | Kalex    | Casey Stoner  | Honda    |
| 2010 | Silverstone | Marc Márquez | Derbi    | Jules Cluzel | Suter    | Jorge Lorenzo | Yamaha   |

| Rok  | Tor       | 125 cm3          | 125 cm3  | 250 cm3          | 250 cm3  | MotoGP           | MotoGP   |
| Rok  | Tor       | Kierowca         | Motocykl | Kierowca         | Motocykl | Kierowca         | Motocykl |
| ---- | --------- | ---------------- | -------- | ---------------- | -------- | ---------------- | -------- |
| 2009 | Donington | Julian Simon     | Aprilia  | Hiroshi Aoyama   | Honda    | Andrea Dovizioso | Honda    |
| 2008 | Donington | Scott Redding    | Aprilia  | Mika Kallio      | KTM      | Casey Stoner     | Ducati   |
| 2007 | Donington | Mattia Pasini    | Aprilia  | Andrea Dovizioso | Honda    | Casey Stoner     | Ducati   |
| 2006 | Donington | Álvaro Bautista  | Aprilia  | Jorge Lorenzo    | Aprilia  | Dani Pedrosa     | Honda    |
| 2005 | Donington | Julián Simón     | KTM      | Randy de Puniet  | Aprilia  | Valentino Rossi  | Yamaha   |
| 2004 | Donington | Andrea Dovizioso | Honda    | Dani Pedrosa     | Honda    | Valentino Rossi  | Yamaha   |
| 2003 | Donington | Héctor Barberá   | Aprilia  | Fonsi Nieto      | Aprilia  | Max Biaggi       | Honda    |
| 2002 | Donington | Arnaud Vincent   | Aprilia  | Marco Melandri   | Aprilia  | Valentino Rossi  | Honda    |

| Rok  | Tor       | 125 cm3           | 125 cm3  | 250 cm3              | 250 cm3  | 500 cm3         | 500 cm3  |
| Rok  | Tor       | Kierowca          | Motocykl | Kierowca             | Motocykl | Kierowca        | Motocykl |
| ---- | --------- | ----------------- | -------- | -------------------- | -------- | --------------- | -------- |
| 2001 | Donington | Youichi Ui        | Derbi    | Daijiro Kato         | Honda    | Valentino Rossi | Honda    |
| 2000 | Donington | Youichi Ui        | Derbi    | Ralf Waldmann        | Aprilia  | Valentino Rossi | Honda    |
| 1999 | Donington | Masao Azuma       | Honda    | Valentino Rossi      | Aprilia  | Àlex Crivillé   | Honda    |
| 1998 | Donington | Kazuto Sakata     | Aprilia  | Loris Capirossi      | Aprilia  | Simon Crafar    | Yamaha   |
| 1997 | Donington | Valentino Rossi   | Aprilia  | Ralf Waldmann        | Honda    | Michael Doohan  | Honda    |
| 1996 | Donington | Stefano Perugini  | Aprilia  | Max Biaggi           | Aprilia  | Michael Doohan  | Honda    |
| 1995 | Donington | Kazuto Sakata     | Aprilia  | Max Biaggi           | Aprilia  | Michael Doohan  | Honda    |
| 1994 | Donington | Takeshi Tsujimura | Honda    | Loris Capirossi      | Honda    | Kevin Schwantz  | Suzuki   |
| 1993 | Donington | Dirk Raudies      | Honda    | Jean-Philippe Ruggia | Aprilia  | Luca Cadalora   | Yamaha   |
| 1992 | Donington | Fausto Gresini    | Honda    | Pierfrancesco Chili  | Aprilia  | Wayne Gardner   | Honda    |
| 1991 | Donington | Loris Capirossi   | Honda    | Luca Cadalora        | Honda    | Kevin Schwantz  | Suzuki   |
| 1990 | Donington | Loris Capirossi   | Honda    | Luca Cadalora        | Yamaha   | Kevin Schwantz  | Suzuki   |
| 1989 | Donington | Hans Spaan        | Honda    | Sito Pons            | Honda    | Kevin Schwantz  | Suzuki   |
| 1988 | Donington | Ezio Gianola      | Honda    | Luca Cadalora        | Honda    | Wayne Rainey    | Yamaha   |

| Rok  | Tor         | 80 cm3          | 80 cm3   | 125 cm3            | 125 cm3    | 250 cm3          | 250 cm3  | 350 cm3             | 350 cm3  | 500 cm3         | 500 cm3  |
| Rok  | Tor         | Kierowca        | Motocykl | Kierowca           | Motocykl   | Kierowca         | Motocykl | Kierowca            | Motocykl | Kierowca        | Motocykl |
| ---- | ----------- | --------------- | -------- | ------------------ | ---------- | ---------------- | -------- | ------------------- | -------- | --------------- | -------- |
| 1987 | Donington   | Jorge Martínez  | Derbi    | Fausto Gresini     | Garelli    | Anton Mang       | Honda    |                     |          | Eddie Lawson    | Yamaha   |
| 1986 | Silverstone | Ian McConnachie | Krauser  | August Auinger     | MBA        | Dominique Sarron | Honda    |                     |          | Wayne Gardner   | Honda    |
| 1985 | Silverstone |                 |          | August Auinger     | MBA        | Anton Mang       | Honda    |                     |          | Freddie Spencer | Honda    |
| 1984 | Silverstone |                 |          | Ángel Nieto        | Garelli    | Christian Sarron | Yamaha   |                     |          | Randy Mamola    | Honda    |
| 1983 | Silverstone |                 |          | Ángel Nieto        | Garelli    | Jacques Bolle    | Pernod   |                     |          | Kenny Roberts   | Yamaha   |
| 1982 | Silverstone |                 |          | Ángel Nieto        | Garelli    | Martin Wimmer    | Yamaha   | Jean-François Baldé | Kawasaki | Franco Uncini   | Suzuki   |
| 1981 | Silverstone |                 |          | Ángel Nieto        | Garelli    | Anton Mang       | Kawasaki | Anton Mang          | Kawasaki | Jack Middelburg | Suzuki   |
| 1980 | Silverstone |                 |          | Loris Reggiani     | Minarelli  | Kork Ballington  | Kawasaki | Anton Mang          | Krauser  | Randy Mamola    | Suzuki   |
| 1979 | Silverstone |                 |          | Ángel Nieto        | Minarelli  | Kork Ballington  | Kawasaki | Kork Ballington     | Kawasaki | Kenny Roberts   | Yamaha   |
| 1978 | Silverstone |                 |          | Ángel Nieto        | Minarelli  | Anton Mang       | Kawasaki | Kork Ballington     | Kawasaki | Kenny Roberts   | Yamaha   |
| 1977 | Silverstone |                 |          | Pierluigi Conforti | Morbidelli | Kork Ballington  | Yamaha   | Kork Ballington     | Yamaha   | Pat Hennen      | Suzuki   |